# Estilo Yang
El estilo Yang (chino:楊氏; pinyin: Yángshì) de Taichí (Taijiquan) en sus muchas variaciones es el más popular y el estilo más practicado en el mundo hoy, y el segundo en términos de antigüedad, entre los cinco principales estilos familiares de T'ai Chi Ch'uan.

## Historia
La familia Yang se involucró por primera vez en el estudio del taichi chuan (taijiquan) a principios del siglo XIX. El fundador del estilo Yang fue Yang Luchan (楊露禪), alias Yang Fukui (楊福魁, 1799–1872), quién estudió con Chen Changxing a partir de 1820. Yang se convirtió en un maestro por derecho propio, y su posterior expresión de taichi chuan se conoció como el estilo Yang, y condujo directamente al desarrollo de otros tres estilos principales de taichi chuan (véase más abajo). 
Yang Luchan (y algunos dirían que el arte del taichi chuan, en general) llegó a un periodo de esplendor al ser contratado por la familia Imperial china Aisin-Gioro para enseñar taichi chuan al batallón de élite de Guardas imperiales de Manchú en 1850, una posición que mantuvo hasta su muerte.
Yang Luchan enseñó su arte a sus descendientes y discípulos, siendo los más destacados:
- Lee, Bruce - Gung fu chino. El arte filosófico de defensa personal.Su segundo hijo, el hijo mayor que vivió hasta la madurez, Yang Pan-hou (楊班侯, 1837–1890), que también fue contratado como instructor de artes marciales por la familia Imperial china. Yang Pan-hou se convirtió en el profesor formal de Wu Ch'uan-yu (Wu Quanyou), un Manchú agente de caballería de las Ocho Banderas del Batallón del Palacio, a pesar de que Yang Luchan fue el primer maestro de taichi chuan de Wu Quanyou. Wu Quanyou fue el primer discípulo de Yang Pan-hou. El hijo de Wu Ch'uan-yu, Wu Chien-ch'üan (Wu Jianquan), también un oficial, fue conocido como el cofundador (junto con su padre) del estilo Wu.[5]
- Su tercer hijo Yang Jianhou (1839–1917), lo pasó a sus hijos, Yang Shao-hou (楊少侯, 1862–1930) y Yang Chengfu (楊澄甫, 1883–1936) y Niu Chunming (1881–1961).
- Wu Yuxiang (en chino, 武禹襄, 1813–1880), también desarrolló su propio estilo Wu/Hao, el cual finalmente, después de tres generaciones, llevó al desarrollo del estilo del Sol de tai chi chuan.[6]

Yang Jianhou, el tercer hijo, (1839-1917), transmitió la forma larga, estilo del marco medio, a veces llamada la forma Yang de segunda generación o la forma Yang Jian hou a sus discípulos, quienes aún transmiten esta forma más marcial que, cuando se ve, recuerda más al estilo Chen, al que se acerca más en el tiempo y en la forma Yang Chengfu o los estilos de tercera generación. Yang Chengfu eliminó el vigoroso fā jìn (發勁 liberación de poder) de la Forma de la Mano, así como los saltos energéticos, estampados y otros movimientos bruscos para enfatizar el Da jia (大架 estilo de marco grande), pero los retuvo en las formas de las Armas (espada, sable, bastón y lanza). La Forma de la Mano tiene movimientos lentos, firmes, expansivos y suaves adecuados para los practicantes generales. Por lo tanto, Yang Chengfu es en gran medida responsable de la normalización y popularización del taichi chuan estilo Yang ampliamente practicado hoy en día.

### Formas Cortas modernas

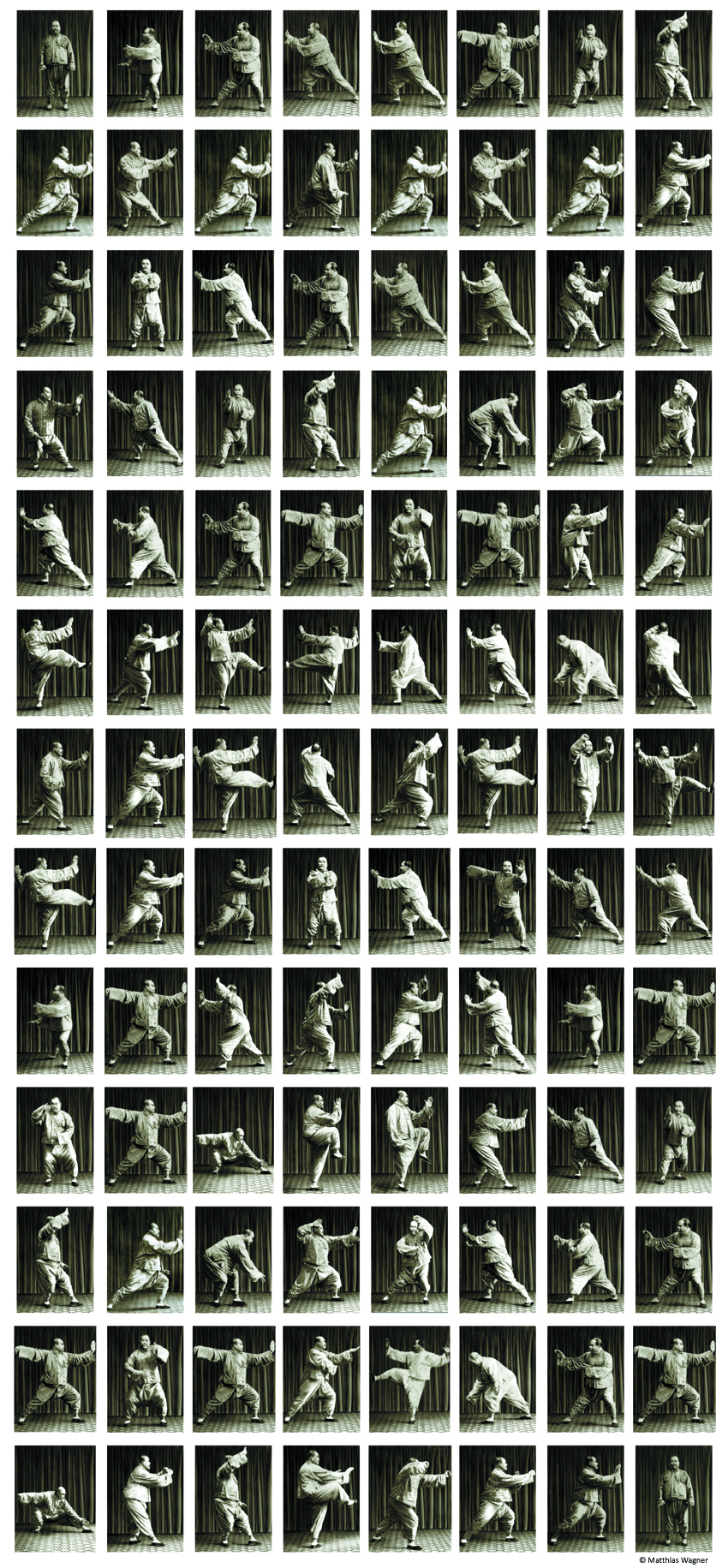
104 cuadros que muestran Yang Chengfu actuando el taijiquan forma.

Se dice que las formas cortas de Cheng Man-ching (Zheng Manqing) y de la Comisión de Deportes de China derivan de las formas de la familia Yang, pero ninguna de ellas es reconocida como taichi chuan de la familia Yang por los actuales maestros de la familia Yang. Las familias Chen, Yang y Wu promueven ahora sus propias formas de demostración abreviadas con fines competitivos.
Yang Chengfu también desarrolló su propia versión abreviada de la Forma Larga de Yang para que sea más fácil de enseñar a los estudiantes contemporáneos que están ocupados con la vida moderna. A pesar de ser acortado, Yang Chengfu se las arregló para mantener lo esencial de la Forma Larga de Yang. Correctamente enseñada y practicada, la forma de 108 movimientos todavía conserva gran parte de sus beneficios para la salud y la autodefensa (la original comprende más de 300 movimientos).
El gobierno chino también ha encargado recientemente Formas cortas de 16 movimientos de cada una de las cinco familias importantes. A pesar de que las Formas de 16 ya se han enseñado desde hace algún tiempo, todas las familias se presentaron como un conjunto a los asistentes puesto al Primer Simposio Internacional de TaiChi Chuan en Nashville, en julio de 2009.
|           |           |           |           |           |           |  |  |          |          |          |          |          |          |  |  |  |  |  |  |  |  |  |  |  |  |
| {{{YCF}}} |           |           |           |           |           |  |  |          |          |          |          |          |          |  |  |  |  |  |  |  |  |  |  |  |  |
|           |           |           |           |           |           |  |  |          |          |          |          |          |          |  |  |  |  |  |  |  |  |  |  |  |  |
|           |           |           |           |           |           |  |  |          |          |          |          |          |          |  |  |  |  |  |  |  |  |  |  |  |  |
| {{{ZMQ}}} | {{{ZMQ}}} | {{{ZMQ}}} | {{{ZMQ}}} | {{{ZMQ}}} | {{{ZMQ}}} |  |  | {{{CS}}} | {{{CS}}} | {{{CS}}} | {{{CS}}} | {{{CS}}} | {{{CS}}} |  |  |  |  |  |  |  |  |  |  |  |  |
| {{{ZMQ}}} | {{{ZMQ}}} | {{{ZMQ}}} | {{{ZMQ}}} | {{{ZMQ}}} | {{{ZMQ}}} |  |  | {{{CS}}} | {{{CS}}} | {{{CS}}} | {{{CS}}} | {{{CS}}} | {{{CS}}} |  |  |  |  |  |  |  |  |  |  |  |  |
|           |           |           |           |           |           |  |  |          |          |          |          |          |          |  |  |  |  |  |  |  |  |  |  |  |  |
|           |           |           |           |           |           |  |  | {{{CF}}} |          |          |          |          |          |  |  |  |  |  |  |  |  |  |  |  |  |

## Algunos descendientes notables de Yang Luchan

### Yang Shou-chung
Yang Shou-chung (alias Yang Zhen-Ming, 1910–1985) es de la cuarta generación de la familia Yang. Era el hijo mayor de Yang Chengfu por su primer matrimonio, y empezó aprender su estilo familiar cuando tenía ocho años bajo la supervisión estricta de su padre.

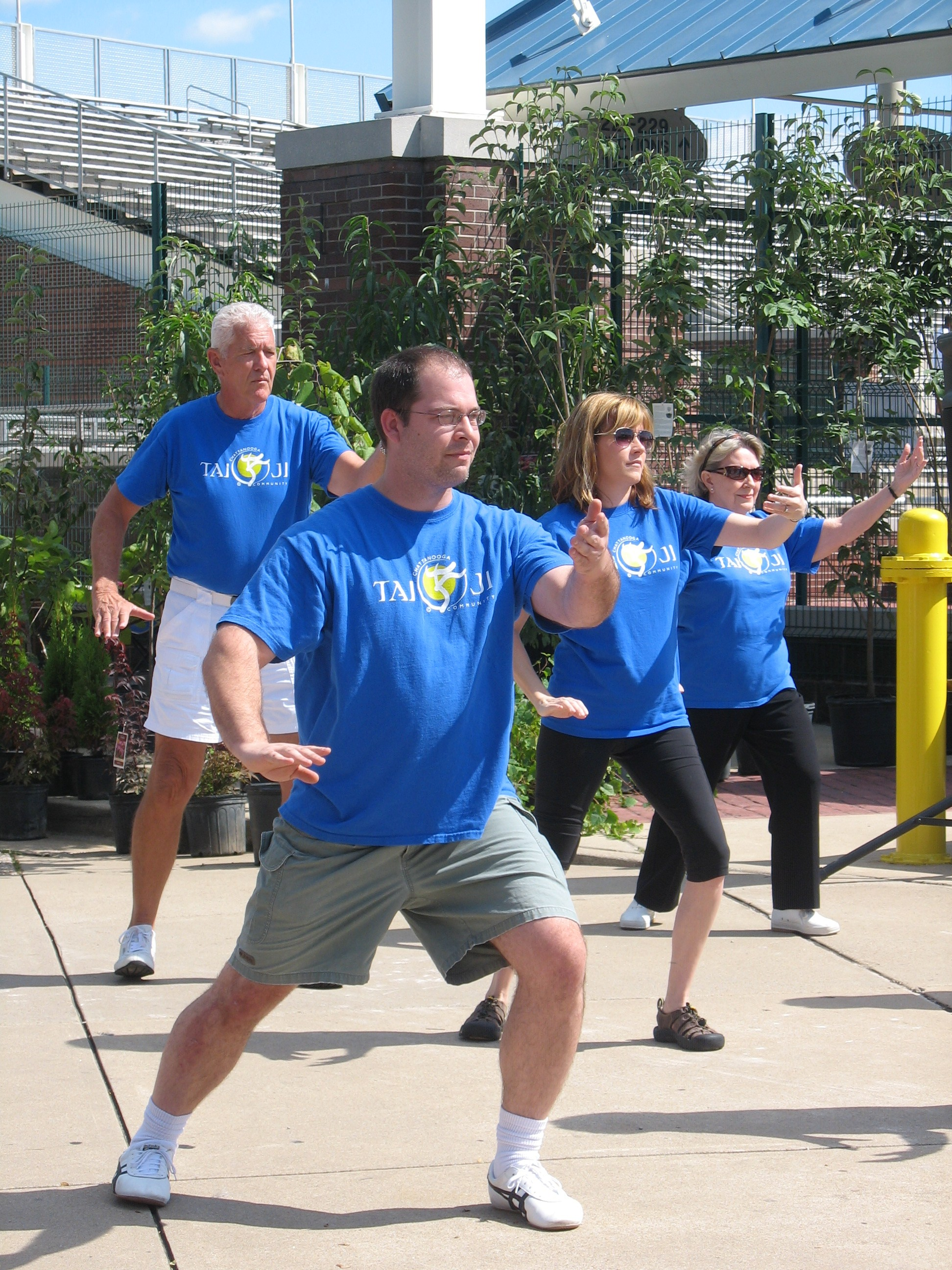
Demostración del estilo Yang

En 1949, huyó de los comunistas chinos a Hong Kong. Allí  enseñó a muchos alumnos en privado en su casa hasta su muerte en 1985.
Tuvo tres hijas, Tai Yee, Ma Lee y Yee Li, y todas siguen enseñando en Hong Kong. A lo largo de los años había enseñado a mucha gente, pero solo aceptó a tres personas como sus discípulos. Estos practicantes de taichí chuan de la familia Yang son:
- Maestro Ip Tai Tak (1929–2004) en Hong Kong, que murió durante la primavera de 2004.
- Maestro Chu Gin Soon, en Boston, EE. UU.
- Maestro Chu King Hung (朱景雄, pinyin: zhū jǐng xióng, nació en 1945) en el Reino Unido. Maestro Chu es presidente de la Asociación Internacional de TaiChi Chuan (ITCCA).

El Presidente de la asociación Internacional de la Familia Yang de Tai Chi es linaje directo del Gran Maestro de la familia Yang de Tai Chi Chuan, Yang Jun. Es el Nieto  de Yang Zhenduo.

### Yang Zhen Duo
Gran maestro Yang Zhen Duo es de la cuarta generación de la familia Yang y, oficialmente el Cuarto Titular de Apellido del estilo Yang Tradicional de Taichi chuan. Nació en Beijing en 1926 y es el tercer hijo de Yang Chengfu. Empezó a estudiar con su padre muy joven y continuó estudiando con sus hermanos mayores y Zhao Bin murió después de su padre. En 1960, Yang Zhen Duo se trasladó a Taiyuan, en la Provincia Shanxi. Desde entonces, el estilo Yang de taichi chuan se ha extendido gradualmente dentro de Taiyuan y a otras ciudades, provincias, y países.
Desde 1980, ha servido como vicepresidente de la Asociación Wushu (deporte) de Shanxi. En 1982 Yang Zhen Duo fundó el Estilo Shanxi de Yang, desde entonces ha sido presidente de la Asociación Tai Chi Chuan. La asociación tiene actualmente más de 30 000 miembros en la Provincia y es la organización de Artes marciales de China más grande de su clase en China. En octubre de 1998, Yang Zhen Duo fundó la Asociación Internacional Estilo Yang Tai Chi Chuan, de la que fue presidente. Bajo su liderazgo, la Asociación Internacional ha crecido hasta tener más de 28 centros en 12 países con más de 2 000 miembros. La academia china de Wushu (término) reconoció Maestro a Yang Zhen Duo en 1996 cuando uno de los 100 mejores maestros de Wushu en China. También ha sido honrado con reconocimientos por instituciones y los alcaldes de San Antonio, Texas y Troya, Míchigan.
En julio de 2009, en el Primer Simposio Internacional Tai Chi Chuan, que tuvo lugar en la Universidad Vanderbilt, en Nashville, el Gran maestro Yang Zhen Duo nombró oficialmente a su nieto Yang Jun como el heredero del Quinto linaje del estilo Taichi chuan.

## Más lecturas
- Wile, Douglas Lost T'ai-chi Classics from the late Ch'ing Dynasty State University of New York Press, Albany, 1996. ISBN 0-7914-2653-X
- Traditional Chinese Cultural Academy, International Governing Board for Traditional Yang Tai Chi Chuan. Death of the Sifu, An Investigation of Rank and Lineage Claims Archivado el 22 de agosto de 2009 en Wayback Machine..  American Health Source Publications (2008).